# Кальбуко (вулкан)
Кальбуко (исп. Calbuco) — активный вулкан в Андах на территории Чили.

## География
Вулкан расположен к юго-востоку от озёра Льянкиуэ и к северо-западу от озера Чапо на западном склоне Главной Кордильеры в области Лос-Лагос. Относится к стратовулканам. Сложен андезитами. Высота 2003 метра. Находится на территории Национального заповедника Льянкиуэ.

## Вулканическая активность
В позднем плейстоцене произошёл мощный взрыв вулкана, в результате которого лавина вулканических обломков достигла озера Льянкиуэ. В настоящее время Кальбуко является одним из активнейших вулканов на юге чилийских Анд, зафиксировано по крайней мере 9 извержений начиная с 1837 года, причем самое последнее произошло в 2015 году. Одно из крупнейших извержений в современной истории на территории южной части Чили произошло здесь в 1893—1894 годах, во время извержения вулкан выбрасывал 30-сантиметровые вулканические бомбы на расстояние 8 км от кратера, при этом вниз сходили огромные объёмы горячих лахаров.
В апреле 1917 года извержение сопровождалось сильными взрывами, когда лавовые потоки формировали вулканический купол. Короткое взрывное извержение в январе 1929 года сопровождалось пирокластическими потоками и потоками лавы. Во время последнего крупного извержения Кальбуко в 1961 году столбы вулканического пепла поднимались на высоту 12-15 км, а вниз спускались два потока лавы. 26 августа 1972 года произошло короткое 4-часовое извержение. Сильные фумарольные выбросы из главного кратера наблюдались 12 августа 1996 года.
22 апреля 2015 года около 18:00 по местному времени (21:00 по Гринвичу) началось очередное извержение, было видно впечатляющее грибовидное облако пепла и дыма, красное от заката. Столб пепла поднялся на высоту в 10 км. На 24 апреля объявили «красный» уровень тревоги. Населению запретили находиться в радиусе 20 километров от вулкана. Из опасных районов были эвакуированы пять тысяч человек.

## Галерея фотографий вулкана Кальбуко
- Вид на вулкан Кальбуко с вулкана Осорно
- Вид на вулкан Кальбуко со стороны озера Льянкиуэ и автодороги 225
- Вид на Кальбуко с берега озера Льянкиуэ
- Извержение вулкана 22 апреля 2015 года